# Wojciech Gutorski
Wojciech Robert Gutorski (* 25. Mai 1982 in Bydgoszcz, Polen) ist ein polnischer Ruderer.

## Karriere
Gutorski begann mit dem Rudersport im Jahr 1997. Als 17-Jähriger konnte er bereits das erste Mal beim Ruder-Weltcup starten, er wurde 1999 als Leichtgewicht im Achter im belgischen Hazewinkel eingesetzt und gewann prompt eine Silbermedaille. Im gleichen Jahr gewann er im polnischen Junioren-Achter der offenen Gewichtsklasse die Goldmedaille bei den Jahrgangsweltmeisterschaften U19 in Plowdiw. 2000 folgte eine Silbermedaille bei der Junioren-WM im Zweier ohne Steuermann zusammen mit Mikołaj Burda.
Mit dem Erreichen der Seniorenklasse konnte sich Gutorski ab 2001 als feste Größe des polnischen Männer-Achters etablieren. Im Olympiazyklus von Athen nahm er an den Weltmeisterschaften 2001 in Luzern, 2002 in Sevilla und 2003 in Mailand teil. Die Mannschaft erreichte dabei jeweils das B-Finale. Zu den Olympischen Sommerspielen 2004 in Athen ruderte Gutorski ebenfalls im polnischen Achter mit Bogdan Zalewski, Piotr Buchalski, Rafał Hejmej, Dariusz Nowak, Mikołaj Burda, Sebastian Kosiorek, Michał Stawowski und Steuermann Daniel Trojanowski. Die Mannschaft konnte das Finale nicht erreichen und belegte Platz 8 in der Gesamtwertung.
In den vier Jahren vor den Spielen von Peking konnte sich der polnische Achter mit Gutorski regelmäßig im A-Finale der Weltmeisterschaften platzieren. Bei den Weltmeisterschaften 2005 in Japan wurde Platz 5 belegt, im Folgejahr bei der Ruder-WM in Eton Platz 6. In München 2007 folgte ein weiterer fünfter Platz und mit der Silbermedaille bei den wiedereingeführten Europameisterschaften im heimischen Posen gelang Gutorski und dem polnischen Achter die erste Podestplatzierung. Die Qualifikation zu den Olympischen Sommerspielen 2008 in Peking gelang ebenfalls. In der Besetzung Sebastian Kosiorek, Michał Stawowski, Patryk Brzeziński, Sławomir Kruszkowski, Wojciech Gutorski, Marcin Brzeziński, Rafał Hejmej, Schlagmann Mikołaj Burda und Steuermann Daniel Trojanowski erreichte das polnische Team das Finale und belegte dort Platz 5. In ähnlicher Besetzung wurde bei den Europameisterschaften wenige Wochen später außerdem die Bronzemedaille gewonnen.
Gutorski blieb dem Rudersport und dem polnischen Achter ein weiteres Jahr treu. Bei den Europameisterschaften 2009 in Weißrussland wurde die Mannschaft erstmals Europameister und im gleichen Jahr belegte man  Platz 4 bei den Weltmeisterschaften im polnischen Posen. Zur Saison 2010 wurde Gutorski noch einmal im Achter beim Ruder-Weltcup eingesetzt, danach rutschte er allerdings aus der Auswahl heraus und ging erst 2011 im Vierer ohne Steuermann wieder international beim Weltcup an den Start. In der olympischen Saison bildete Gutorski einen Zweier ohne Steuermann mit Jarosław Godek. Bei der Qualifikationsregatta zu den Olympischen Sommerspielen von London im Mai 2012 konnte das Duo die Teilnahme für Polen sichern und schließlich auch bei den olympischen Wettkämpfen an den Start gehen. Auf dem Dorney Lake belegten sie Platz 10. Wenige Wochen später ruderten Gutorski und Godek bei den Europameisterschaften in Varese auf den fünften Rang.
Nachdem bis 2012 im polnischen Achter zunehmend jüngere Ruderer Platz gefunden haben, konnte Gutorski nicht in das Großboot zurückkehren. Er ruderte weiter mit Godek im Zweier-ohne und gewann die Silbermedaille bei den Europameisterschaften 2013 hinter dem Boot aus Serbien. Das Finale der Weltmeisterschaften im südkoreanischen Chungju beendeten die beiden auf dem fünften Platz. Da sich Godek zunehmend vom Rudersport zurückzog, wechselte Gutorski in den Vierer-ohne und belegte mit diesem den vorletzten Platz bei den Europameisterschaften 2014. 
Gutorski startet für den Verein Bydgostia Bydgoszcz. Bei einer Körperhöhe von 1,97 m beträgt sein Wettkampfgewicht rund 92 kg.